# 老鹰酒吧

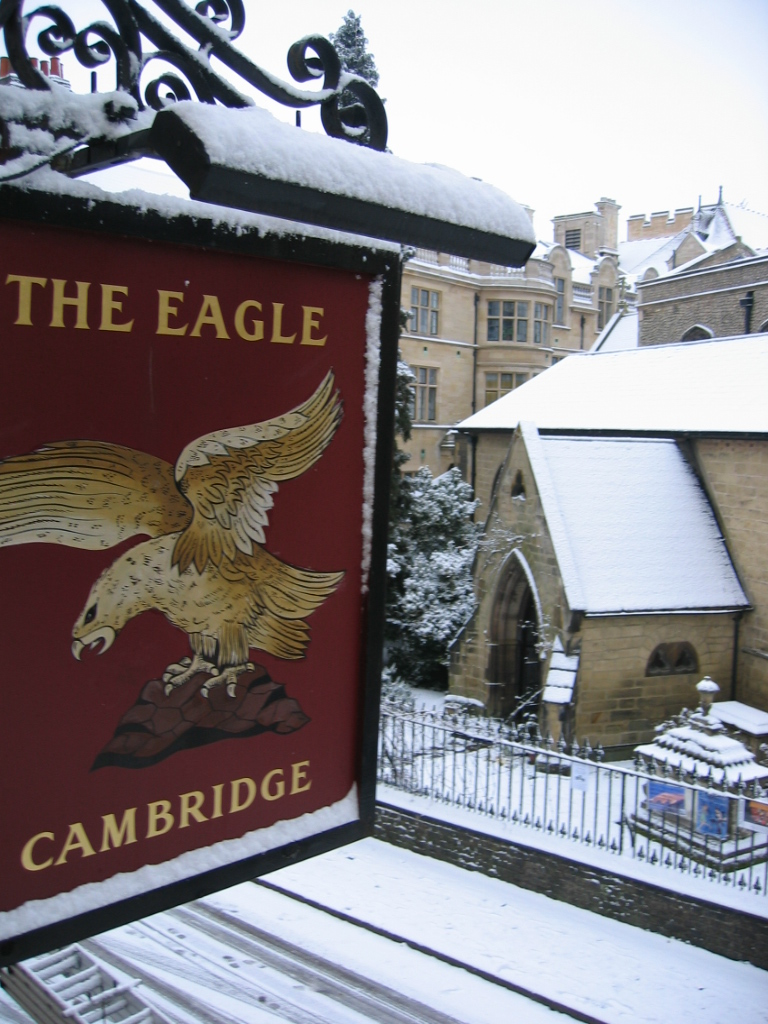
从剑桥大学基督圣体学院宿舍看到老鹰酒吧主要招牌

老鹰酒吧（英語：The Eagle，以前称为Eagle and Child）是英国剑桥列为二级保护的酒吧，1667年作为客栈营业，是劍橋第二古老的酒吧（僅次於Pickerell Inn）。街道正面位於市中心本笃街北侧，大約建於1600年，後面有一座19世紀的長廊，面向庭院。区域归剑桥大学基督圣体学院所有，由Greene King啤酒廠管理。

## 历史

### 第二次世界大战

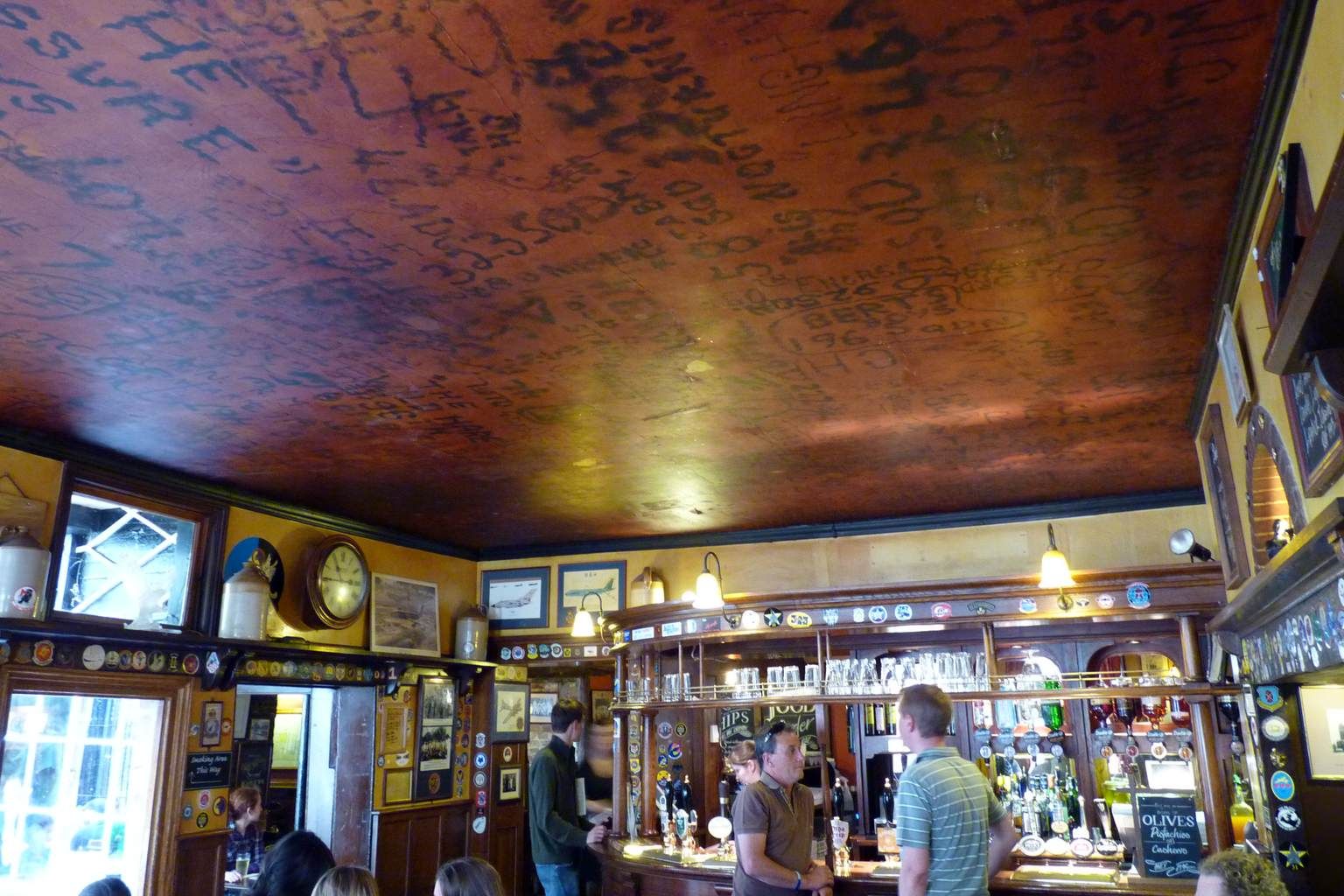
带有二战飞行员涂鸦的英国皇家空军酒吧天花板

第二次世界大战期間，在老鷹酒吧喝酒和社交的盟軍飛行員使用蠟燭、汽油打火機和口紅在後方酒吧的天花板上寫下了他們的名字、中隊編號和其他塗鴉。據說，這一傳統由英国皇家空军飛行中士PE Turner發起，一天晚上他卻爬上桌，在天花板上燒掉了他的中隊編號。90年代初期，前英國皇家空軍首席技術員詹姆斯·柴尼（James Chainey）發現、破譯並保存了現在被稱為“英國皇家空軍酒吧”（英語：RAF Bar）的涂鸦。 

### 宣布发现DNA结构

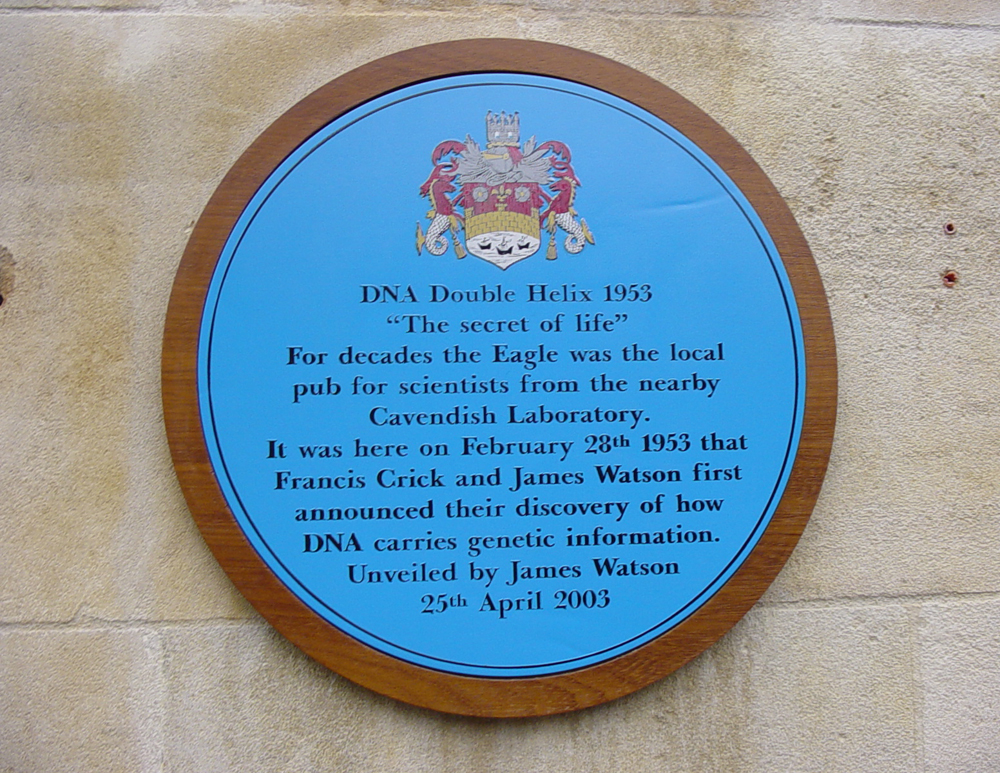
老鹰酒吧外的蓝色牌匾

剑桥大学的卡文迪许实验室未搬迁至新址前，這家酒吧是实验室工作人員的熱門午餐地點。因此，弗朗西斯·克里克在提出DNA结构的想法后，于1953年2月28日的午餐时间在此地向顧客宣布他和詹姆斯·沃森“发现了生命的秘密”。沃森的著作《双螺旋》描述了这段轶事，因此酒吧入口旁立有一块蓝色牌匾以茲紀念，在克里克和沃森定期共進午餐的桌子旁邊的中間房間裡有兩塊牌匾。后來酒吧供應一種特殊的啤酒來紀念這一發現，被稱為“老鷹的DNA”。但也有说法认为这个故事是捏造的。
同年，沃森和克里克在鹰酒店共进午餐，拟定了20种典型氨基酸的清單。這一直是分子生物學非常有影響力的標準，也是理解DNA蛋白質編碼性質的關鍵。